# Transformada de Riesz
En la teoria matemàtica de l'anàlisi harmònica, les transformades de Riesz són una família de generalitzacions de la transformada d'Hilbert a espais euclidians de dimensió d > 1. Són un tipus d'operador integral singular, és a dir, que estan donats per una convolució d'una funció amb una altra funció que té una singularitat a l'origen. Concretament, les transformades de Riesz d'una funció de valor complex ƒ sobre Rd es defineixen per
{\displaystyle R_{j}f(x)=c_{d}\lim _{\epsilon \to 0}\int _{\mathbf {R} ^{d}\backslash B_{\epsilon }(x)}{\frac {(x_{j}-t_{j})f(t)}{|x-t|^{d+1}}}\,dt}
per j = 1,2,... , d. La constant c d és una normalització dimensional donada per
{\displaystyle c_{d}={\frac {1}{\pi \omega _{d-1}}}={\frac {\Gamma [(d+1)/2]}{\pi ^{(d+1)/2}}}.}
on ωd − 1 és el volum de la unitat ( d − 1)-bola. El límit s'escriu de diverses maneres, sovint com a valor principal o com una circumvolució amb la distribució temperada
{\displaystyle K(x)={\frac {1}{\pi \omega _{d-1}}}\,p.v.{\frac {x_{j}}{|x|^{d+1}}}.}
Les transformades de Riesz sorgeixen en l'estudi de les propietats de diferenciabilitat dels potencials harmònics en la teoria de potencials i l'anàlisi harmònic. En particular, sorgeixen en la prova de la desigualtat de Calderón-Zygmund (Gilbarg & Trudinger 1983, §9.4)

## Propietats multiplicadores
Les transformades de Riesz estan donades per un multiplicador de Fourier. De fet, la transformada de Fourier de Rjƒ ve donada per
{\displaystyle {\mathcal {F}}(R_{j}f)(x)=-i{\frac {x_{j}}{|x|}}({\mathcal {F}}f)(x).}
En aquesta forma, les transformades de Riesz es veuen com a generalitzacions de la transformada d'Hilbert. El nucli és una distribució que és homogènia de grau zero. Una conseqüència particular d'aquesta darrera observació és que la transformada de Riesz defineix un operador lineal acotat des de L2(Rd) fins a si mateix.
Aquesta propietat d'homogeneïtat també es pot afirmar més directament sense l'ajuda de la transformada de Fourier. Si σs és la dilatació de Rd per l'escalar s, això és σ s x = sx, aleshores σ s defineix una acció sobre funcions mitjançant pullback:
{\displaystyle \sigma _{s}^{*}f=f\circ \sigma _{s}.}
Les transformacions de Riesz es desplacen amb σs :
{\displaystyle \sigma _{s}^{*}(R_{j}f)=R_{j}(\sigma _{x}^{*}f).}
De la mateixa manera, el Riesz transforma els desplaçaments diaris amb traduccions. Sigui τa la translació sobre Rd al llarg del vector a; és a dir, τa(x) = x + a. Aleshores
{\displaystyle \tau _{a}^{*}(R_{j}f)=R_{j}(\tau _{a}^{*}f).}

## Relació amb el laplacià
De manera una mica imprecisa, el Riesz es transforma de {\displaystyle f} Doneu les primeres derivades parcials d'una solució de l'equació
{\displaystyle {(-\Delta )^{\frac {1}{2}}u=f},}
on Δ és el laplacià. Així la transformació de Riesz de {\displaystyle f} es pot escriure com:
{\displaystyle {Rf=\nabla (-\Delta )^{-{\frac {1}{2}}}f}}
En particular, també s'hauria de tenir
{\displaystyle R_{i}R_{j}\Delta u=-{\frac {\partial ^{2}u}{\partial x_{i}\partial x_{j}}},}
de manera que les transformacions de Riesz donen una manera de recuperar informació sobre tot el hessià d'una funció a partir del coneixement només del seu laplacià.